# Marc Nicolas Puerari
Marc Nicolas Puerari est un botaniste suisse né en 1766 et mort en 1845.

## Biographie
Cet élève de Martin Vahl (1749-1805) fait sa carrière au Danemark.